# Biblioteka Narodowa i Uniwersytecka św. Klemensa z Ochrydy

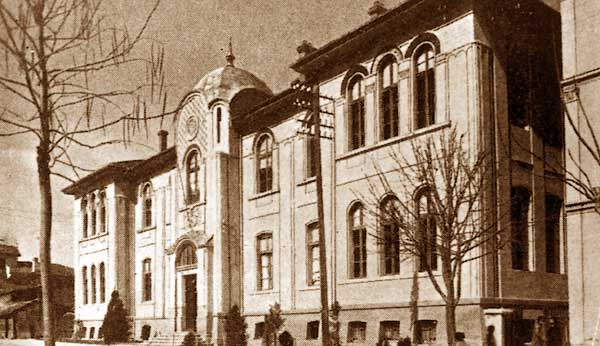
Budynek Wydziału Filozoficznego – pierwsza siedziba biblioteki.

Biblioteka Narodowa i Uniwersytecka św. Klemensa z Ochrydy (mac. Националната и универзитетска библиотека „Свети Климент Охридски“) – biblioteka narodowa Macedonii Północnej w Skopje.

## Historia
Przed II wojną światową na terenie Jugosławii istniały trzy duże biblioteki: Biblioteka Narodowa w Belgradzie, Uniwersytecka w Zagrzebiu i Państwowa w Lublanie. Po wojnie powstała Republika Jugosławii w obrębie której było sześć republik ludowych: Serbii, Chorwacji, Słowenii, Bośni i Hercegowiny, Macedonii i Czarnogóry. Trzy republiki przejęły istniejące w nich wcześniej biblioteki, mocno zniszczone po nalotach podczas wojny. W pozostałych postanowiono utworzyć nowe biblioteki centralne. W 1944 roku powstała w Skopje Biblioteka Centralna dla Macedońskiej Republiki Ludowej. Biblioteka dzieliła pomieszczenia z wydziałem filozoficznym do 1952 roku. Budynek i zbiory liczące 500 000 woluminów zniszczyła powódź w 1962 roku, a potem trzęsienie ziemi w 1963 roku. Ocalone książki przeniesiono na początku 1964 roku do tymczasowych budynków z materiałów prefabrykowanych o powierzchni 1750 m². W takich warunkach biblioteka działała do 1972 roku, gdy przeniesiono ją do nowego gmachu. Zaprojektował go Petar Muličkovski. Nowy budynek ma 11 217 m² powierzchni. Po powstaniu Macedonii zadaniem biblioteki jest ochrona, digitalizacja i promocja dziedzictwa kulturowego państwa.
W 2014 otrzymała Order za Zasługi dla Republiki Macedonii.

## Zbiory
Zgodnie z dekretem z 1945 roku każda biblioteka centralna danej republiki miała prawo do 2 egzemplarzy obowiązkowych każdego druku z każdej z republik. W 1953 roku podjęto decyzję o zmniejszeniu do 1 egzemplarza ze względu na zbyt duże obciążenie dla wydawców. Do zbiorów nowo powstałej biblioteki włączono książki istniejącego od 1920 roku Wydziału Filozoficznego w Skopje.